# Большая Кугушерга
Больша́я Кугуше́рга (сев.-зап. мар. Кугушӫргӧ) — деревня в Кугушергском сельском поселении Яранского района Кировской области.

## История
Одно из древнейших поселений северо-западных марийцев. Существовало уже в XVII веке, когда было центром марийского Кугушергского княжества, позже входило в состав Кугушергской волости ясачных черемисов—старокрещен, а в XIX—начале XX века — Малошалайской волости Яранского уезда Вятской губернии.

## Население
| 2010 |
| ---- |
| 1    |